# 須佐站
須佐站（日语：／ Susa eki */?）是位於山口縣萩市大字須佐字水海，西日本旅客鐵道（JR西日本）的山陰本線車站。

## 歷史
- 1928年（昭和3年）3月25日 - 國有鐵道山陰本線此站至飯浦站之間開業，此站啟用。為客運和貨運車站。
  - 當時車站地址為山口縣阿武郡須佐町（日语：須佐町）大字須佐字水海。
- 1933年（昭和8年）2月24日 - 山陰本線最後開通區間，此駅至宇田鄉站之間開業。
- 1955年（昭和30年）4月1日 - 隨著須佐町（第二次）成立，車站地址為山口縣阿武郡須佐町大字須佐字水海。
- 1978年（昭和53年）3月1日 - 終止貨物起卸業務。
- 1987年（昭和62年）4月1日 - 伴隨國鐵分割民營化，車站由西日本旅客鐵道（JR西日本）營運。
- 2003年（平成15年）9月30日 - 取消夜間停泊。
- 2005年（平成17年）3月6日 - 隨著萩市（第二次）成立，車站地址為現時位置。
- 2013年（平成25年）7月28日 - 發生暴雨（日语：平成25年7月28日の島根県と山口県の大雨），包含此站在內，益田站至長門市站之間暫停服務。
- 2013年（平成25年）11月9日 - 益田站至此站之間重開。在4個月後重開。
- 2014年（平成26年）8月10日 - 此站至奈古站之間重開[1]。

## 構造
車站是一座地面車站，設有2面3線的單式、島式月台，可進行列車交會與折返。車站大樓位於單式月台側（1號月台），月台之間設有跨線橋連接。舊木造平房車站大樓被縱火，使大樓燒毀，隨後使用臨時車站大樓。
車站由長門鐵道部管理的簡易委託車站，設有POS終端。

### 月台
| 月台 | 路線         | 上下行       | 方向             |
| ---- | ------------ | ------------ | ---------------- |
| 1    | ■山陰本線    | 上行         | 益田、濱田方向   |
| 2    | ■山陰本線    | 下行         | 東萩、長門市方向 |
| 3    | （停止使用） | （停止使用） | （停止使用）     |

1號月台（車站大樓旁的單式月台）為上行本線，2號月台（島式月台靠車站大樓一方）為下行本線。3號月台（島式月台距離車站大樓最遠的月台）是上下行副本線，該月台的場內、出發信號機已經停止使用。
另外，因暴雨使鐵路暫停營運，隨後在2013年11月9日益田站至此站暫定重開至2014年8月9日前，所有列車使用3號月台（上下行副本線）。
曾經此站是急行「三瓶」「長門」停車站。在1997年3月22日時間表修正後，在此路段上行走的定期急行列車全部取消，以後只有普通列車停站。
在2003年9月30日前設有1班列車夜間停泊。（益田站 → 於3號月台停泊 → 益田駅）。在1989年3月10日前，夜間停泊的列車行走班次為：米子站 → 於3號月台停泊 → 鳥取站，當中濱田站 - 此站之間為各站停車，其他路段為快速列車。

## 使用狀況
以下為近年1日平均乘車人次列表：
| 乘車人次變化 | 乘車人次變化    |
| 年度         | 1日平均乘車人次 |
| ------------ | --------------- |
| 1999         | 177             |
| 2000         | 174             |
| 2001         | 161             |
| 2002         | 130             |
| 2003         | 117             |
| 2004         | 124             |
| 2005         | 129             |
| 2006         | 123             |
| 2007         | 109             |
| 2008         | 96              |
| 2009         | 89              |
| 2010         | 88              |
| 2011         | 84              |
| 2012         | 73              |
| 2013         | 79              |
| 2014         | 75              |
| 2015         | 85              |
| 2016         | 79              |
| 2017         | 78              |
| 2018         | 64              |

## 周邊

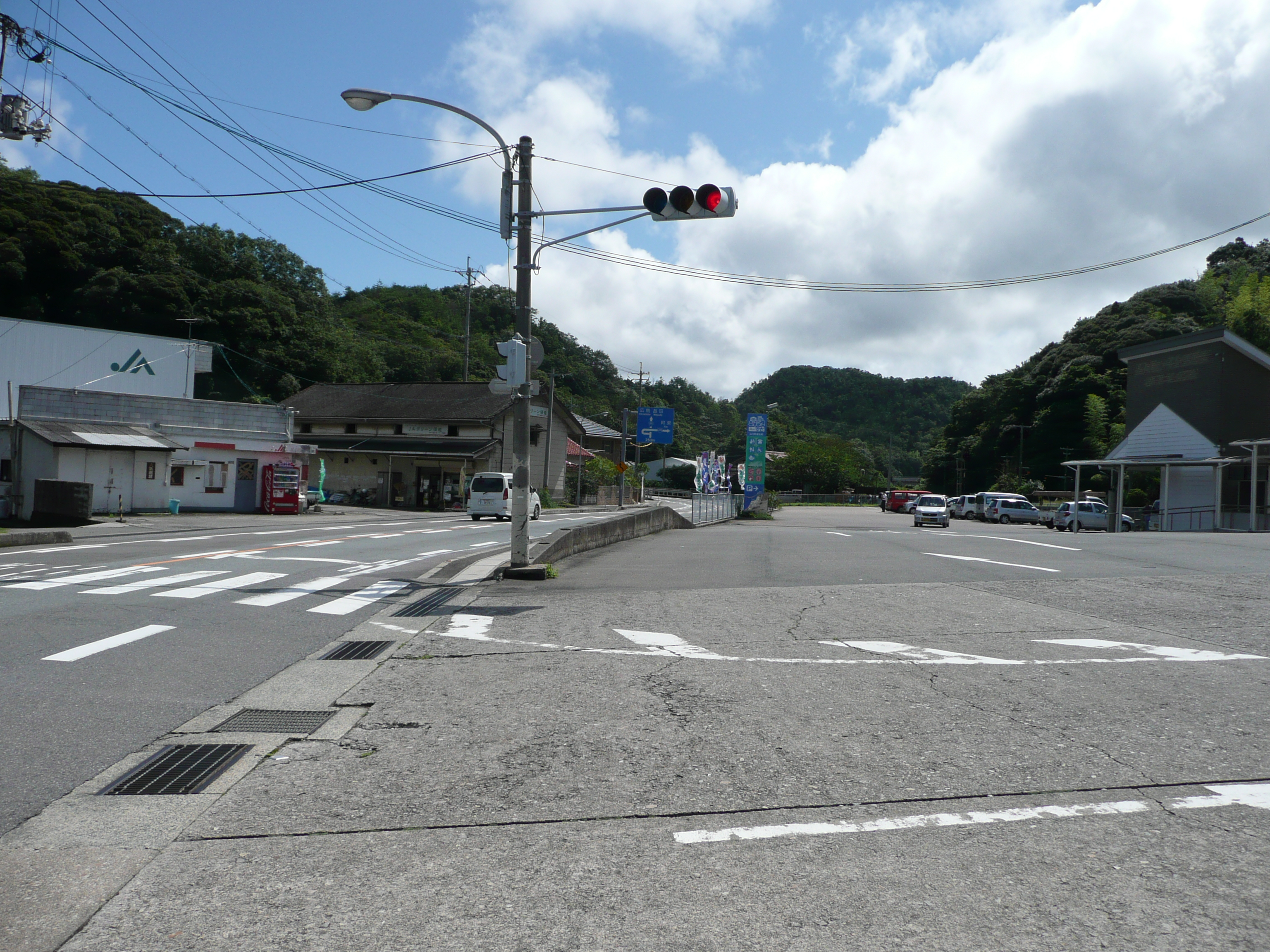
站前

- 萩市政廳 須佐綜合事務所（前須佐町（日语：須佐町）公所）
- 須佐郵局
- 山口縣立奈古高等學校須佐分校（日语：山口県立奈古高等学校）
- 萩市立須佐中學
- 萩市立育英小學
- 須佐灣（日语：須佐湾）（須佐港）
- 須佐角頁岩（日语：須佐ホルンフェルス）
- 觀音岩
- 國道191號（日语：国道191号）

## 相鄰車站
西日本旅客鐵道
■山陰本線
江崎－須佐－宇田鄉

## 外部連結
- 須佐｜車站資訊：JR出門網 - 西日本旅客鐵道（日語）